# Cyphonoxia buettikeri
Cyphonoxia buettikeri är en skalbaggsart som beskrevs av Guido Sabatinelli och Pontuale 1998. Cyphonoxia buettikeri ingår i släktet Cyphonoxia och familjen Melolonthidae. Inga underarter finns listade i Catalogue of Life.